# Berit Berthelsen
Berit Berthelsen, nata Tøien (Nittedal, 25 aprile 1944 – Bærum, 13 febbraio 2022), è stata una lunghista e multiplista norvegese.

## Biografia
Nel 1964 si classificò nona nel salto in lungo ai Giochi olimpici di Tokyo; nel 1967 e 1968 fu due volte campionessa europea, sempre nel salto in lungo, ai Giochi europei indoor. Nel 1968 prese parte ai Giochi olimpici di Città del Messico conquistando il settimo posto nel salto in lungo e il diciottesimo nel pentathlon. L'anno successivo fu medaglia di bronzo nel salto in lungo ai campionati europei di Atene.
Nel corso della sua carriera vinse 35 titoli nazionali norvegesi in discipline individuali e fece registrare 29 record nazionali. La sua migliore prestazione personale nel salto in lungo (6,56 m) fu ottenuta il 10 settembre 1968 e rimase imbattuta per quasi 41 anni, fino al 1º agosto 2009, quando Margrethe Renstrøm saltò 6,64 m.

## Record nazionali
- Salto in lungo: 6,56 m (10 settembre 1968)

## Palmarès
| Anno | Manifestazione        | Sede              | Evento         | Risultato | Prestazione | Note |
| ---- | --------------------- | ----------------- | -------------- | --------- | ----------- | ---- |
| 1964 | Giochi olimpici       | Tokyo             | Salto in lungo | 9ª        | 6,19 m      |      |
| 1967 | Giochi europei indoor | Praga             | Salto in lungo | Oro       | 6,51 m      |      |
| 1968 | Giochi europei indoor | Madrid            | Salto in lungo | Oro       | 6,43 m      |      |
| 1968 | Giochi olimpici       | Città del Messico | Salto in lungo | 7ª        | 6,40 m      |      |
| 1968 | Giochi olimpici       | Città del Messico | Pentathlon     | 18ª       | 4634 p.     |      |
| 1969 | Europei               | Atene             | Salto in lungo | Bronzo    | 6,44 m      |      |